# ドラグーティン・ディミトリエビッチ

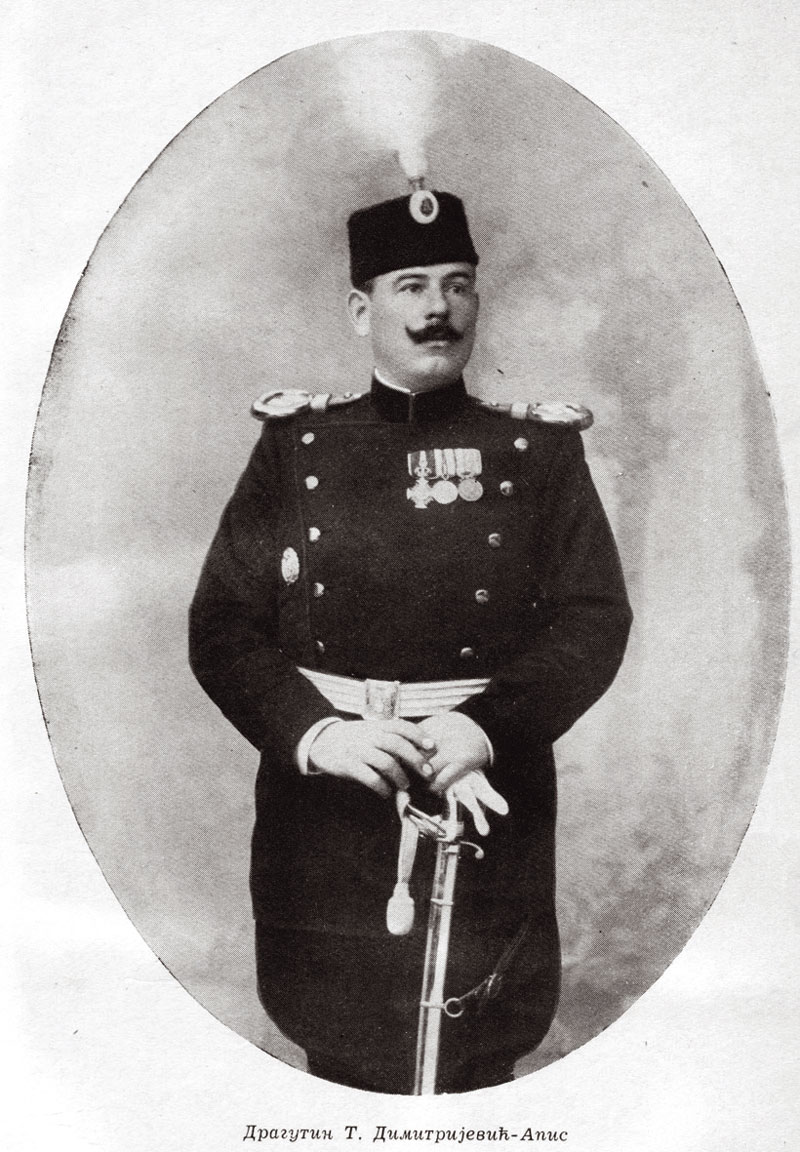
ドラグーティン・ディミトリイェヴィチ

ドラグーティン・ディミトリイェヴィチ（セルビア語: Драгутин Димитријевић） 1876年8月17日 - 1917年6月27日）は、セルビア王国の軍人で民族主義者、テロリスト。秘密組織黒手組の指導者である。暗号名「アピス」（Апис）で知られている。黒手組は1903年に国王アレクサンダル・オブレノヴィチを暗殺し、また1914年のオーストリア＝ハンガリー帝国のフランツ・フェルディナント大公の暗殺も主導した。このサラエヴォ事件を原因として第1次世界大戦が勃発した。

## 生涯
ベオグラード生まれ。18歳になるとベオグラードの士官学校に入学し、優秀な成績で卒業した。卒業後直ちに参謀本部での勤務を命じられたが、自身ではセルビア民族のためにテロの専門家となることを夢見ていた。
1903年、ディミトリイェヴィチ大佐とその信奉者たちは、独裁的で国民にも人気のなかった国王の暗殺を計画した。一派は王宮に押し入り、国王アレクサンダルと王妃ドラガを殺害した。襲撃の際にディミトリイェヴィチは負傷し、体内には3発の弾が残ったままになった。
セルビアの国会はディミトリイェヴィチを母国の救世主と呼び、陸軍大学の教官に任命した。傷が癒えたのち彼は、ドイツ帝国とロシア帝国を訪れ、最新の軍事技術を習得した。1912年に始まったバルカン戦争ではセルビア軍の作戦を立案し、セルビアを勝利に導いた。
ディミトリイェヴィチは「アピス」という暗号名を用いて秘密組織黒手組の指導者となった。このグループはセルビア民族主義を奉じ、セルビアがオーストリア＝ハンガリー帝国の軛から脱することを目的とする組織であった。1911年には皇帝フランツ・ヨーゼフ1世の暗殺が計画された。この計画が失敗に終わったあと、目標を皇位継承者のフランツ・フェルディナント大公に変更した。
1914年、大公がサラエヴォを訪れることを知ったディミトリイェヴィチは、黒手組のメンバー3人ガヴリロ・プリンツィプ、ネジェルコ・チャブリノヴィチ、トリフコ・グラベをサラエヴォに派遣した。
しかしこの計画はセルビア政府に漏洩していた。タンコシチ少佐がニコラ・パシチ首相に陰謀について情報を提供していたのである。パシチは黒手組の目的自体には賛同していたが、大公の暗殺によってオーストリアとの戦争が始まることを恐れ、暗殺計画に反対した。そこでプリンツィプら3人がセルビアを離れる兆候を見せたら直ちに逮捕するように命じた。しかしこの命令は実行されず、3人はボスニアに向かい、同地の賛同者4人と合流した。
1914年6月28日に大公が暗殺されたあと、暗殺犯たちはオーストリアの当局に逮捕され、黒手組が暗殺の計画を立てたことを自白した。7月25日、オーストリア政府はセルビア政府に、ディミトリイェヴィチのほか、ミラン・シガノヴィチ、ヴォジスラフ・タンコシチの3人の黒手組のメンバーを逮捕しウィーンに送るように要求した。パシチ首相は引き渡しがセルビア憲法に違反することを理由に、即日これを拒否した。3日後にオーストリアはセルビアに対し宣戦布告し、これが第一次世界大戦の引き金となった。
戦争が始まるとセルビアはオーストリアの進撃を一時は食い止めたものの、ドイツ軍とブルガリア軍の参戦もあり結局は全面的な敗北を喫した。セルビア政府はギリシャのイオニア諸島コルフ島とテッサロニキに逃れ、亡命政府を樹立した。パシチは黒手組が戦争の原因であると断じ、組織を解散させディミトリイェヴィチをはじめとする指導者たちを逮捕した。1917年6月27日（一説には24日ともいう）ディミトリイェヴィチはテッサロニキ郊外で銃殺された。